# Gospodin slavno uskrsnu
Gospodin slavno uskrsnu kršćanski je uskrsni himan. Prvobitno je napisan u 14. stoljeću na latinskom pod nazivom „Surrexit Christus hodie”. To je uskrsna pjesma koja se odnosi na Isusovo uskrsnuće i temelji se na Bibliji (Mt 28,6, Dj 2,32, 1 Pt 3,18 i Otk 1,17-18).
Pjesmu je u 14. stoljeću napisao nepoznati autor na rukopisima napisanim u Münchenu i Wroclawu. Na latinskom je imala jedanaest stihova. Prvi put ju je 1708. na engleski preveo John Baptist Walsh da bi bila uključena u njegovu „Lyra Davidica” (Zbirka božanskih pjesama i himni). Stihove himne revidirao je 1749. John Arnold. U početku je himna imala samo tri prevedena stiha, pri čemu je samo prvi stih bio izravni prijevod; Charles Wesley dodao je četvrti stih himni kao alternativu 1740. godine, koji je kasnije usvojen u himnu kao njezin dio. Pjesma je također poznata po tome što ima „Aleluja” kao refren nakon svakog retka.

## Vanjske poveznice
- Tekst pjesme „Gospodin slavno uskrsnu”